# Lago Tagua Tagua
Lago Tagua Tagua är en sjö i Chile.   Den ligger i regionen Región de Los Lagos, i den södra delen av landet, 900 km söder om huvudstaden Santiago de Chile. Lago Tagua Tagua ligger 20 meter över havet. Arean är 12,3 kvadratkilometer. Den sträcker sig 7,6 kilometer i nord-sydlig riktning, och 4,9 kilometer i öst-västlig riktning.
I omgivningarna runt Lago Tagua Tagua växer i huvudsak blandskog. Trakten runt Lago Tagua Tagua är nära nog obefolkad, med mindre än två invånare per kvadratkilometer.